# Riomaggiore
Riomaggiore (ligurisch Rimasùu) ist eine italienische Gemeinde mit 1313 Einwohnern (Stand 31. Dezember 2023) in der Provinz La Spezia und das östlichste der fünf Dörfer der Cinque Terre.
Zur Gemeinde gehören auch die Fraktionen Manarola, Volastra und Groppo. Die Nachbargemeinden sind La Spezia, Riccò del Golfo di Spezia und Vernazza. Riomaggiore war bis 2009 Teil der inzwischen aufgelösten Verwaltungsgemeinschaft Comunità Montana della Riviera Spezzina.

## Sehenswürdigkeiten
- Die Kirche San Giovanni Battista aus dem Jahr 1340
- Die Pfarrkirche Natività di Maria Vergine, in Manarola
- Das Oratorio der Disciplinati della Santissima Annunziata in Manarola

## Verkehr
Der Bahnhof von Riomaggiore an der Bahnstrecke Pisa–Genua liegt am nordwestlichen Ortsrand weitgehend im Tunnel, nur etwa zwei Wagenlängen befinden sich unter freiem Himmel. Der Ortskern wird mittels eines in einem Eisenbahntunnel verlaufenden Fußpfades angebunden.
Mit Booten findet Passagierverkehr mit den Nachbardörfern statt. Zum nahe gelegenen Manarola führt zudem die Via dell'Amore, ein in den Fels gehauener Fußweg mit malerischen Aussichten.
Von der Straße La Spezia–Manarola führt eine Stichstraße an den oberen Ortsrand. Ein an den Berghang gebautes Parkhaus bietet aufgrund der engen Platzverhältnisse nur limitierte Parkmöglichkeiten.

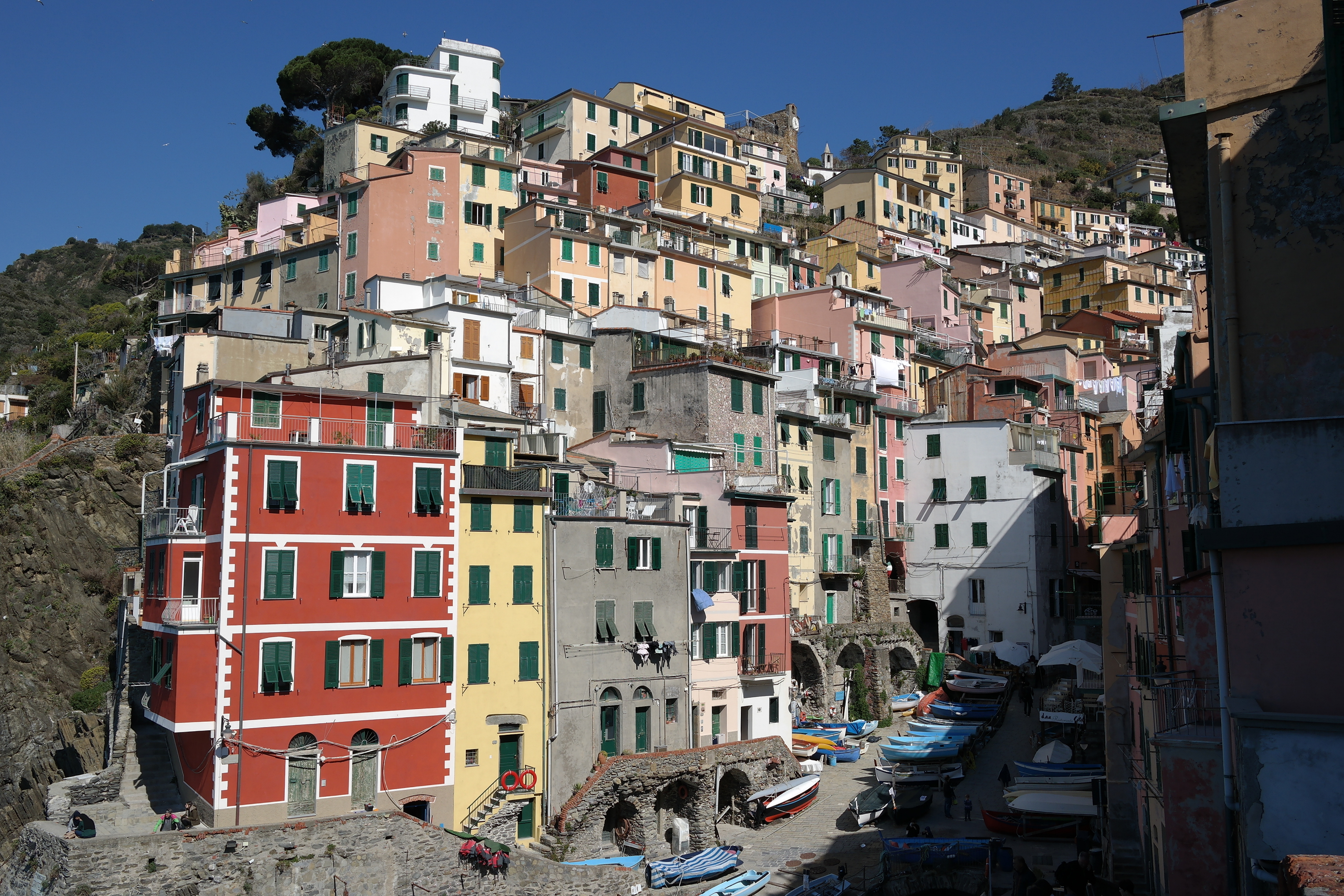
Im Zentrum von Riomaggiore
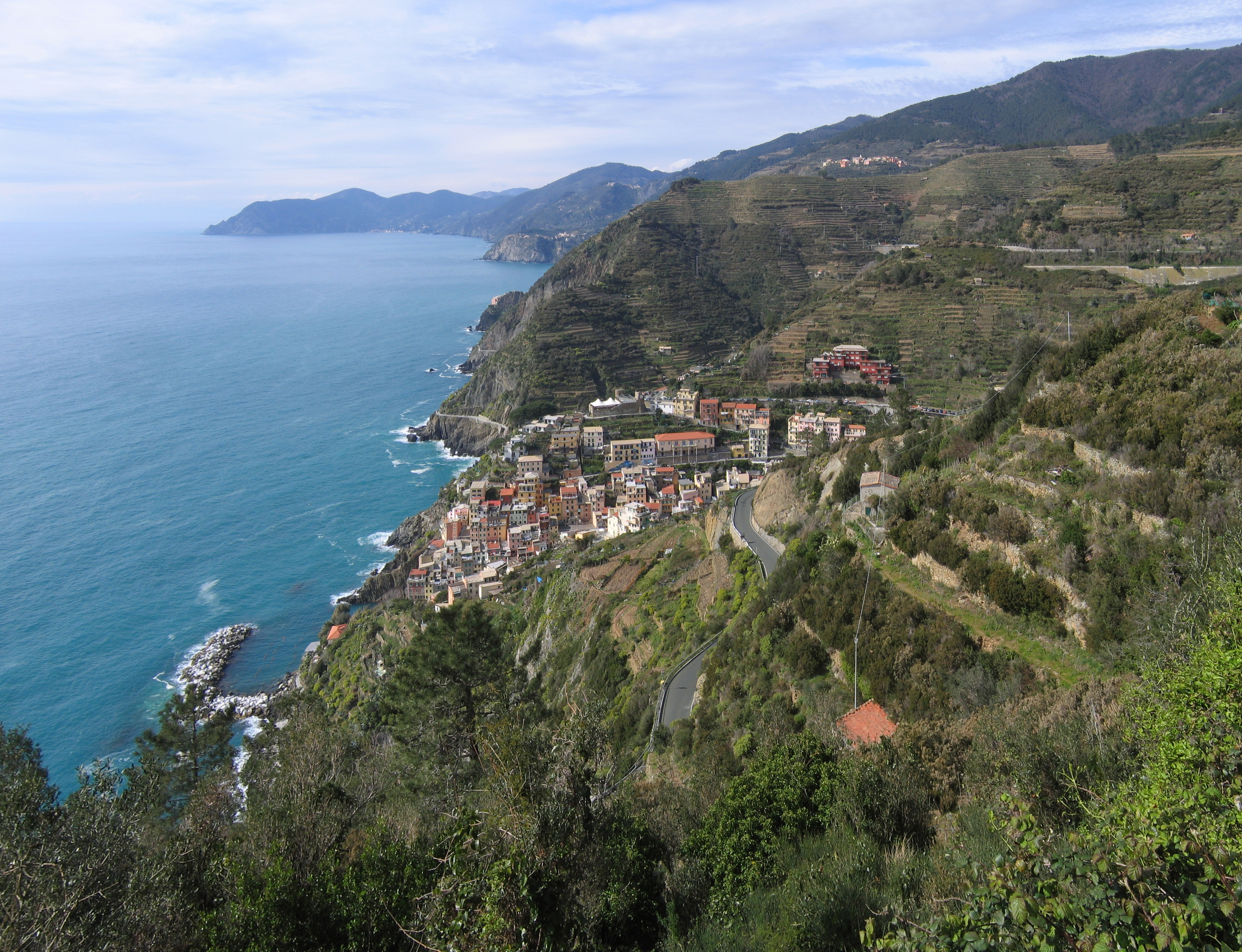
Ansicht von oben auf den Ort
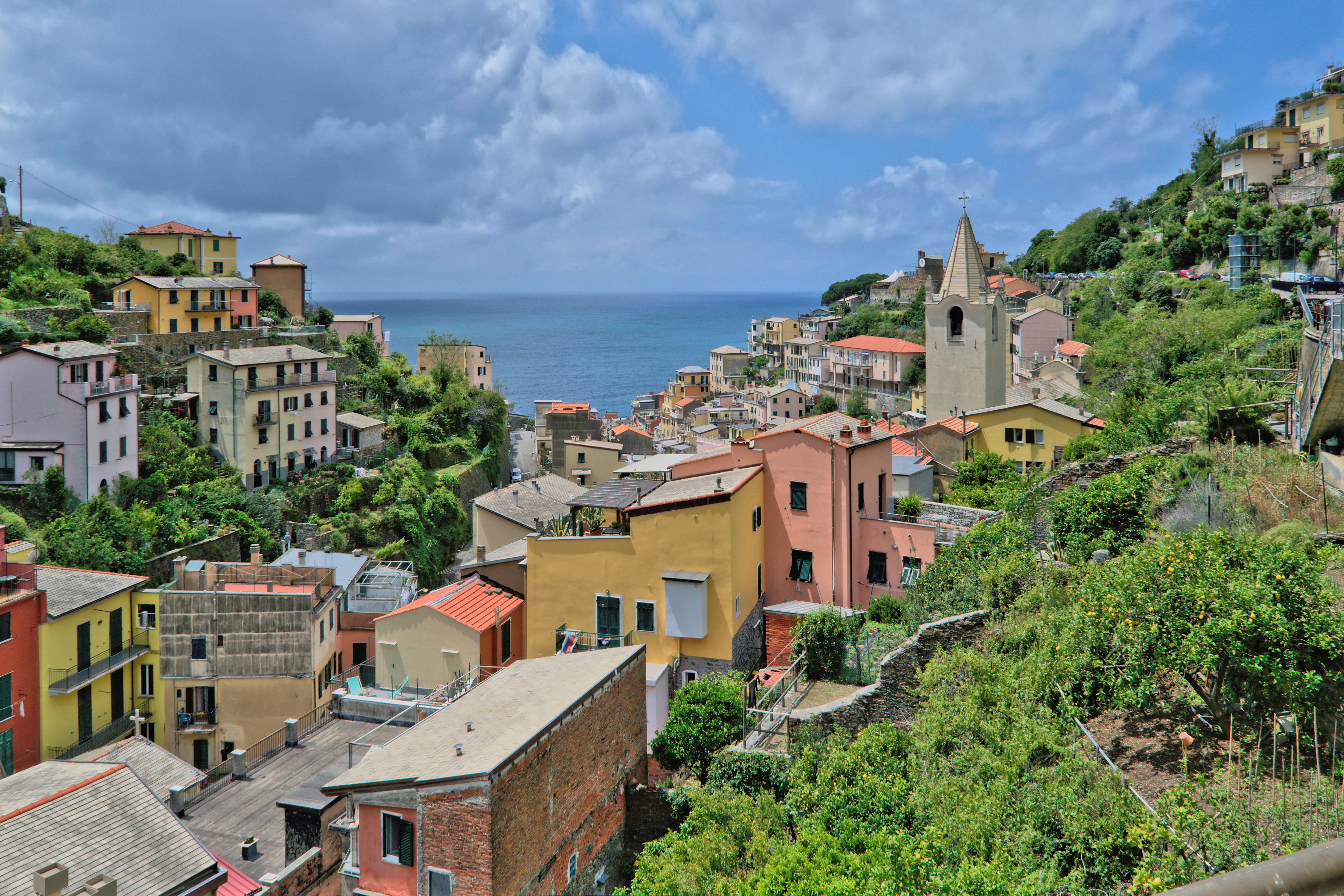
Riomaggiore – das bunte Dorfbild

## Söhne und Töchter
- Franco Bonanini (* 1952), italienischer Politiker